# アウディ・920
アウディ920は1938年にアウディが従来のアウディ・フロントUW225を更新する目的で送り出した自動車である。エンジンはアウトウニオンの系列のホルヒで使用されていた直列8気筒を短縮したエンジンを使用している。アウトウニオンの販売車種は大型車のホルヒと中型車のヴァンダラーによる市場の隙間を埋めるように計画された。アウディは独立した工場は当時は持っておらず、前身のホルヒの工場で生産していた。
920は前に排気量3,281ccの直列6気筒エンジンを搭載した。最大出力は3,000rpm時に75 PS (55 kW; 74 hp)で最大速度は130 km/h (81 mph)だった。フロアシフトの4段変速機で後輪を駆動する。以前の革新的なアウディ・フロントよりも技術的には後退して堅実な設計が採用された。箱型シャーシと半独立懸架式のサスペンションが前部に、スイングアクスルが後部に配置された。
第二次世界大戦の勃発により大半のドイツの乗用車の生産が終了した。大戦前の1940年に1281台が生産された。